# Cleveland Bay
Das Cleveland Bay ist eine englische Pferderasse, deren Ursprung im Mittelalter liegt, oft aber auch noch früher datiert wird. Oft wird es auch als Old Cleveland Bay bezeichnet, um es besser vom New Cleveland Bay – auch Yorkshire Coach Horse genannt – abzugrenzen.
Hintergrundinformationen zur Pferdebewertung und -zucht finden sich unter: Exterieur, Interieur und Pferdezucht.

## Exterieur

### Körperbau
Der Cleveland Bay hat einen relativ großen, aber dennoch edlen Kopf mit leicht konvexem Profil, langen Ohren und großen, friedlich wirkenden Augen. Der überdurchschnittlich lange Hals mit hohem Aufsatz ist mächtig und stolz getragen. Der gut ausgebildete Widerrist verschwindet fast komplett in der sehr stark entwickelten Rückenmuskulatur. Der muskulöse Rücken ist lang, die Brust breit und tief und die muskulöse, schräge Schulter selten den Anforderungen an ein Reitpferd im vollen Umfang entsprechend. Die breite, lange Kruppe fällt etwas ab und besitzt eine weit hinabreichende, mächtig wirkenden Sitzbeinmuskulatur. Insgesamt ist die Hinterhand sehr kräftig. Das nicht immer korrekt stehende Fundament mit kurzen Beinen verfügt über breite, aber dennoch trockene und gut eingeschiente Gelenke, kurze Röhrenbeine mit einem Umfang von möglichst über 22,5 cm und eine ausgeprägte Bemuskelung. Die Fesselköpfe weisen eine klare Konturierung auf und die Fesseln sind von mäßiger Länge. Der Kötenbehang ist nicht sehr stark ausgeprägt, da die Pferde teils auf Feldern mit schwerem Lehmboden eingesetzt wurden, wo dieser zu einer erhöhten Krankheitsanfälligkeit führt. Die ausgesprochen widerstandsfähigen Hufe aus sehr zähem, schwarzem Horn besitzen runde Form und beachtliche Größe. Insgesamt vermittelt der Cleveland Bay den Eindruck eines großrahmigen Pferdes mit harmonischen Proportionen.

### Stockmaß
Die Widerristhöhe des Cleveland Bays beträgt zwischen 162 cm und 1,72 m.

### Farbgebung
Cleveland Bays sind stets braun in allen Schattierungen, die Beine sind schwarz, die Hufe schwarz-blau. Weiße Sterne oder Flammen auf der Stirn sind möglich, aber bei Züchtern unerwünscht.

## Interieur
Der Cleveland Bay gilt als ausdauernd und gelassen. Er ist robust und anspruchslos in der Haltung. Die energischen und vielseitigen Old Cleveland Bays sind zudem sehr langlebig und bis ins hohe Alter einsatzbereit und leistungsfähig.

## Gangarten
Im Allgemeinen besitzt der Cleveland Bay raumgreifende, energische und freie Gangarten von großer Korrektheit, genauer einen runden, aber bodendeckenden Trab mit viel Schwung und großem Hinterhandantritt. Eine hohe Knieaktion, wie etwa beim Hackney ist im Gegensatz zu einer genügenden Hankenbeugung ausdrücklich nicht gewünscht. Das Galoppiervermögen ist weitaus überdurchschnittlich, ebenso die Springanlagen. 

## Varianten
Aufgrund ihres Springtalents gibt es immer wieder Kreuzungen zwischen Cleveland Bays und Vollblütern oder Sportpferden, deren Ergebnis als Cleveland Bay Sport Horse bezeichnet wird.

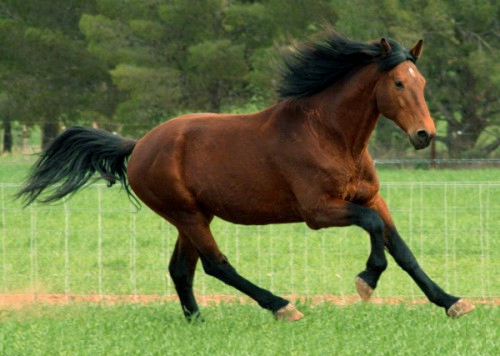
Eine Kreuzung zwischen Cleveland Bay und Holsteiner. Das Resultat wird dann als Cleveland Bay Sporthorse bezeichnet.
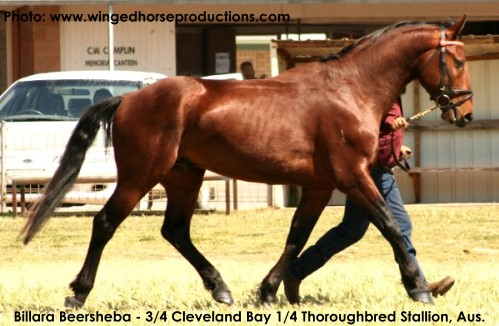
Dieses Pferd ist zu 3/4 Cleveland Bay und zu 1/4 Englisches Vollblut
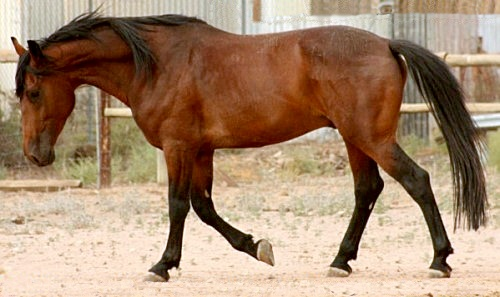
Ebenfalls eine 3/4 Cleveland Bay und 1/4 Englisches Vollblut-Kreuzung

## Zuchtgeschichte
Im Mittelalter wurde in North Riding, dem nordöstlichen Teil Yorkshires, wozu auch der Bezirk Cleveland gehört, ein braunes, kräftiges Packpferd gezüchtet. Die Zucht dieses Pferdes, des so genannten „Chapmen Horse“, (engl. Chapman = fahrender Händler) wurde vornehmlich in Klöstern vorgenommen, da die Landbevölkerung Yorshires weder Geld noch Material besaß, die aufwendige Zucht zu betreiben. Mit der Entwicklung des Handels, insbesondere des Viehhandels im Hafen von Whitby, kreuzte sich das Blut der einheimischen Zuchtstuten mit andalusischen Pferderassen und die Chapmen Horses wurden aufgrund des Erbmaterials der spanischen Pferde
schneller und eleganter in ihrem Aussehen.

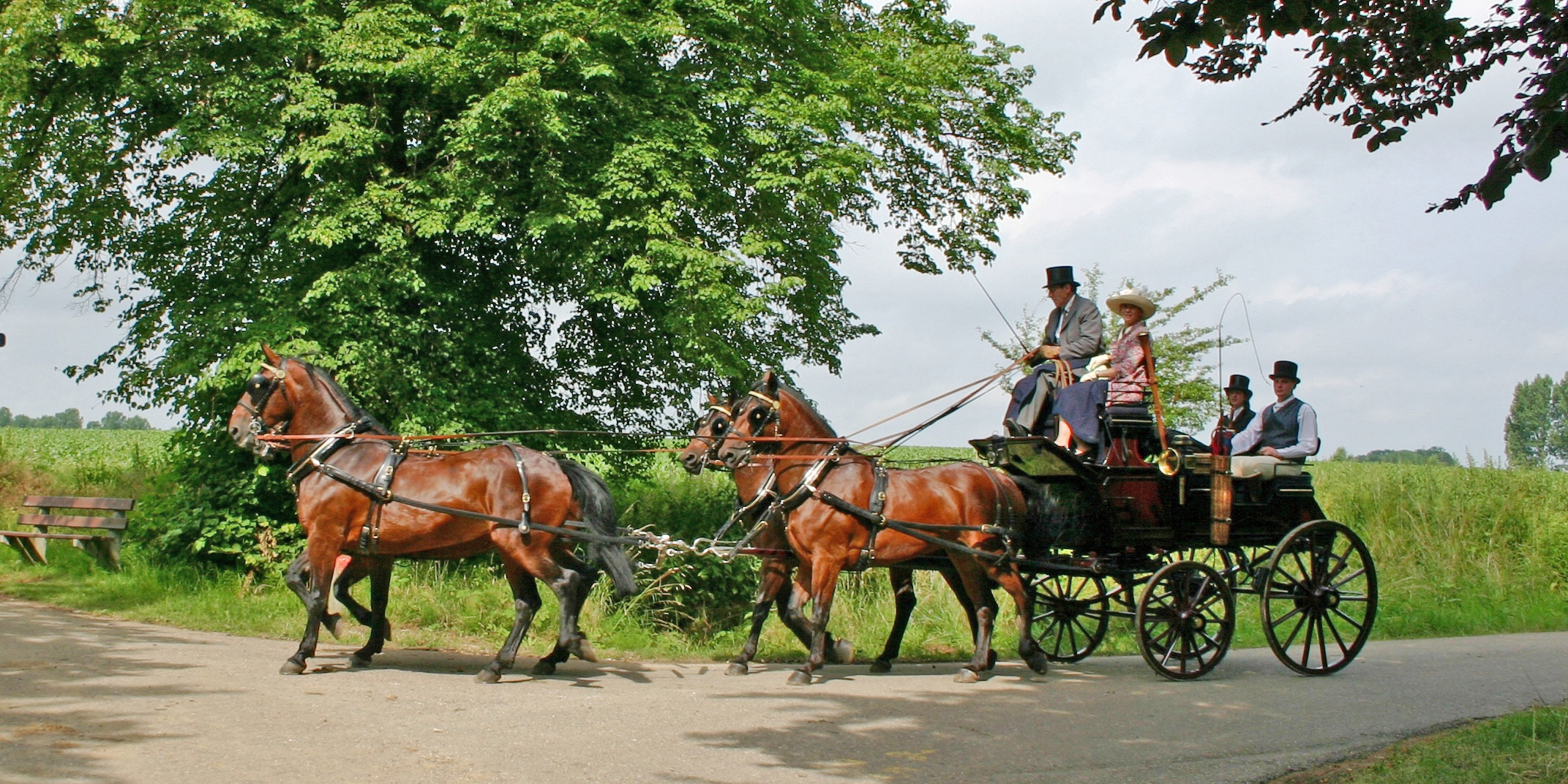
Cleveland Bay-Pferde vor der Kutsche

Zu Ende des 17. Jahrhunderts hatte sich so der Cleveland Bay entwickelt, dessen Hauptcharakteristika sich bis heute erhalten haben. Da der Cleveland Bay sowohl stark als auch schnell war, hatte er die idealen Voraussetzungen, um als Kutschpferd die Versorgung der größer werdenden Städte sicherzustellen. Mit dem Bevölkerungswachstum entstand Bedarf nach mehr und schnelleren Transporten, deren Grundlage der Ausbau der Landstraßen war. Um diesen Anforderungen zu genügen, wurden schnellere Vollblüter eingekreuzt, und eine neue Pferderasse entstand: das New Cleveland Bay oder Yorkshire Coach Horse. Dieses kam auch dem Bedarf nach einem schnellen und eleganten Kutschpferd entgegen.
Die starke Nachfrage in ganz Europa und auch in den USA nach dem Cleveland Bay führte 1885 zur Gründung der Cleveland Bay Horse Society, um die mittlerweile bedeutende Zucht besser organisieren zu können. Bereits 1886 spaltete sich die Yorkshire Coach Horse Society von ihr ab, da es innerhalb der Society Bestrebungen gab, das Coach Horse vollständig aus dem Gestütbuch herauszuhalten. Mit dem Aufkommen des Automobils und dem Ausbau der Eisenbahn sank der Bedarf an Kutschpferden. Zunächst hatte das Coach Horse unter dieser Entwicklung zu leiden, da das Automobil als Statussymbol einen höheren Wert hatte. Im Jahr 1937 war die Zucht des Coach Horse so weit zurückgegangen, dass das Gestütbuch geschlossen werden musste, und die verbliebenen Züchter sich wieder der Cleveland Bay Horse Society anschlossen.
Mit Ende des Zweiten Weltkriegs wäre beinahe auch die ursprüngliche Rasse, das Old Cleveland Bay, ausgestorben, da landwirtschaftliche Maschinen stets größer und effizienter wurden und weder zum Transport noch zur Feldarbeit Pferde benötigt wurden. Da die Cleveland Bay Horse Society trotz des fehlenden Bedarfs an einem starken Kutsch- und Arbeitspferd an den alten Zuchtrichtlinien festhielt und eine Umzucht zum Sportpferd nie in Betracht zog, sank der Bestand 1960 auf etwa 200 Stuten und nur noch vier Zuchthengste. Hier ist es nicht zuletzt Elisabeth II. zu verdanken, dass die Rasse überlebte und sich heute wieder zunehmender Beliebtheit erfreut. Sie kaufte den Zuchthengst Mulgrave Supreme, der ursprünglich für den Verkauf in die USA bestimmt war. Mulgrave Supreme zeugte über 20 männliche Nachkommen, von denen ein großer Teil gekört wurde. Die Rasse ist allerdings auch heute noch stark gefährdet.